# Stern Emden
Stern Emden (offiziell: Verein für Bewegungsspiele Stern Emden 1921 e.V.) war ein Sportverein in Emden. Die erste Fußballmannschaft spielte in der Saison 1960/61 in der höchsten niedersächsischen Amateurliga. Der Club fusionierte 2011 mit dem SV Amisia Wolthusen zum SV Amisia Stern Wolthusen.

## Geschichte
Der Verein wurde am 15. Januar 1921 vom Hafenarbeitern gegründet. Mit dem Gewinn der Ostfrieslandmeisterschaft im Jahre 1930 schaffte die Mannschaft den Aufstieg in die zweithöchste Spielklasse. Zwei Jahre später gewannen die Junioren die Norddeutsche Meisterschaft. Nachdem die Nachwuchsspieler in die erste Mannschaft aufrückten erreichte Stern 1935 die Aufstiegsrunde zur Gauliga Niedersachsen, wo man hinter Rasensport Harburg, dem VfL Osnabrück und dem SV Linden 07 Vierter wurde.
Nach dem Zweiten Weltkrieg schaffte Stern im Jahre 1951 den Aufstieg in die damals drittklassige Amateurliga 1. Ende der 1950er Jahre gehörten die Emder zu den Spitzenmannschaften der Liga und errangen 1960 die Meisterschaft und nach erfolgreicher Aufstiegsrunde den Aufstieg in die Amateuroberliga Niedersachsen-West. Die zweithöchste Spielklasse überforderte die Stern-Mannschaft, die mit zehn Punkten Rückstand auf einen Nichtabstiegsplatz Letzter wurde.
Im Jahre 1964 konnte sich Stern für die neu geschaffene Verbandsliga Nord qualifizieren, aus der man prompt abstieg. Zwei Jahre später kehrte die Mannschaft zurück, musste aber nach einer 2:3-Niederlage im Entscheidungsspiel gegen Rot-Weiß Scheeßel wieder absteigen. 1973 rutschte Stern bereits in die Kreisliga ab. Eine letzte Rückkehr in höherklassige Ligen wurde 1986 durch den Aufstieg in die Bezirksoberliga Weser/Ems erreicht.
2009 bildete Stern Emden gemeinsam mit dem langjährigen Lokalrivalen SuS Emden eine Spielgemeinschaft. Die Sportplätze der beiden Clubs liegen unmittelbar nebeneinander im Stadtteil Herrentor. Die Rivalität ergab sich nicht nur aus dieser räumlichen Nähe, die Vereine waren auch ungefähr gleich alt (SuS wurde 1919 gegründet). Im Gegensatz zum VfB Stern handelt es sich bei SuS jedoch nicht um einen Verein, dessen Wurzeln ausdrücklich im Arbeitersport zu sehen sind.
Beim VfB Stern hatte sich in den 2000er-Jahren bereits ein deutlicher Rückgang der Mitgliederzahl bemerkbar gemacht, sie betrug 2011 nur noch 90. Daraus ergab sich die Notwendigkeit, über eine Vereinsfusion nachzudenken, wofür ebenfalls SuS in Frage gekommen wäre. Die Mitglieder des Nachbarvereins lehnten eine Fusion jedoch ab. Auf der Suche nach einem anderen Partner wurden die Sterner im nördlichen Nachbarstadtteil Wolthusen fündig. Mit dem dortigen SV Amisia Wolthusen begannen Beratungen und Verhandlungen über die Fusion, die schließlich von den Mitgliederversammlungen beider Vereine bestätigt wurde. Die konstituierende Sitzung des nunmehrigen SV Amisia Stern Wolthusen fand im November 2011 statt.
Der neue Verein nutzt sowohl die Sportanlage des bisherigen SV Amisia als auch den mit einer Tribüne ausgestatteten Sportplatz des früheren VfB Stern und hat zudem Anspruch auf die Nutzung eines weiteren Sportplatzes, der mit SuS Emden gemeinschaftlich bespielt wird.